# Zeleneč (Kelet-prágai járás)
Zeleneč település Csehországban, a Kelet-prágai járásban. Zeleneč Šestajovice, Radonice, Zápy, Čelákovice, Jirny, Lázně Toušeň, Nehvizdy, Svémyslice és Prága településekkel határos. Lakosainak száma 3203 fő (2024. január 1.).

## Népesség
A település lakosságának változását az alábbi diagram mutatja:
| Lakosok száma | 680  | 775  | 866  | 1660 | 1463 | 1383 | 3173 | 3190 | 3133 | 3203 |
|               | 1869 | 1890 | 1921 | 1950 | 1980 | 2001 | 2017 | 2019 | 2022 | 2024 |